# 參知政事
參知政事是中國歷史上的一個官職，於唐朝首先設置，並非正式官位，而是三省長官以外的官員，加上此頭銜（或同中書門下三品、同中書門下平章事等的頭銜），即可以進入政事堂議事，等於成為宰相群的一員。
宋代太祖時，為分割宰相權力，故在同平章事（即宰相，簡稱平章），底下設參知政事（簡稱參知、參政），原不知印，不升政事堂，為宰相的副職，開寶六年始升都堂議政，至道元年與宰相輪班知印，後來實際權力大致等於宰相，遼、金、元等朝多沿用此制。參知政事一職，明代洪武九年以後不存，清代的協辦大學士有時亦美稱參知，但已為虛職而無實權。
地方亦有參政一職，洪武九年，廢行省平章政事、左右丞，改參知政事為布政使，以左、右參政為布政使之副職。清初略略沿用，乾隆時廢。

## 历任

### 唐朝
- 杜淹（627年－628年參豫朝政）
- 魏徵（629年－632年參豫朝政，636年－642年參議得失）
- 萧瑀（630年參議朝政，635年－636年參豫朝政）
- 戴胄（630年－633年，參豫朝政）
- 侯君集（630年－632年，632年－643年，參豫朝政）
- 刘洎（639年－644年參知政事）
- 岑文本（642年－644年專典機密）
- 高季辅（645年同掌机务）
- 张行成（645年同掌机务）
- 崔仁师（648年參知機務）
- 李义府（655年－657年參知政事）
- 卢承庆（659年參知政事）
- 乐彦玮（665年知軍國政事）
- 孙处约（665年知軍國政事）
- 刘仁轨（665年－666年知政事）
- 张文瓘（667年－669年參知政事）
- 李旦（710年參謀政事）
- 刘幽求（710年－711年參豫機務，713年知軍國重事）
- 钟绍京（710年參豫機務）
- 薛稷（710年參豫機務）
- 崔日用（710年參豫機務）
- 李知柔（895年權知中書事）
- 卢光启（901年權句當中書事，901年－902年參知機務）

### 宋朝
| - 薛居正（964年－976年） - 吕余庆（964年－965,968年－973年） - 刘熙古（972年－973年） - 卢多逊（973年－976年） - 窦偁（982年） - 郭贽（982年－983年） - 宋琪（983年） - 李昉（983年） - 李穆（983年－984年） - 吕蒙正（983年－988年） - 李至（983年－986年） - 辛仲甫（986年－991年） - 王沔（988年－991年） - 张齐贤（991年） - 陈恕（991年） - 贾黄中（991年－993年） - 李沆（991年－993，997年－998年） - 吕端（993年－995年） - 苏易简（993年－995年） - 赵昌言（993年－995年） - 寇准（994年－995年） - 张洎（994年－997年） - 李昌龄（996年－997年） - 温仲舒（997年－998年） - 王化基（997年－1001年） - 李至（997年－998年） - 向敏中（998年－1001年） - 王旦（1001年－1006年） - 王钦若（1001年－1005年） - 毕士安（1004年） - 冯拯（1005年－1011年） - 赵安仁（1006年－1012年） - 丁谓（1012年－1016，1019年） - 王曾（1016年－1017年） - 张知白（1016年－1018年） - 陈彭年（1016年－1017年） - 李迪（1017年－1020年） - 任中正（1020年－1022年） - 吕夷简（1022年－1029年） - 鲁宗道（1022年－1029年） - 夏竦（1029年） - 薛奎（1029年－1033年） - 陈尧佐（1029年－1033年） - 王曙（1029年－1032年） - 晏殊（1032年－1033年） - 王随（1033年－1035年） - 宋绶（1033年－1037，1040年） - 蔡齐（1035年－1037年） - 盛度（1035年－1037，1038年－1039年） - 韩亿（1037年－1038年） - 程琳（1037年－1039年） - 石中立（1037年－1038年） - 王鬷（1038年－1039年） - 李若谷（1038年－1040年） - 宋庠（1039年－1041年，1045年－1048年） - 晁宗悫（1040年－1042年） - 王举正（1041年－1043年） - 贾昌朝（1043年－1044年） - 范仲淹（1043年－1044年） - 陈执中（1044年－1045年） - 丁度（1046年－1044年） - 文彦博（1047年－1048年） - 明镐（1048年） - 庞籍（1048年－1049年） - 高若讷（1049年－1051年） - 刘沆（1051年－1054年） - 梁适（1051年－1053年） - 程戡（1054年－1056年） - 王尧臣（1056年－1058年） - 曾公亮（1056年－1060年） - 孙抃（1060年－1062年） - 张昪（1060年－1061年） - 欧阳修（1061年－1067年） - 赵槩（1062年－1068年） - 吴奎（1067年） - 张方平（1067年） - 赵抃（1067年－1070年） - 唐介（1068年－1069年） - 王安石（1069年－1070年） - 韩绛（1070年） - 冯京（1070年－1075年） - 王珪（1070年－1076年） - 吕惠卿（1074年－1075年） - 元绛（1075年－1079年） - 蔡确（1079年－1082年） - 章惇（1080年－1081年） - 张璪（1081年－1082年） 改为门下侍郎、中书侍郎、尚书左丞、尚书右丞 | - 李邴（1129年） - 王绹（1129年－1130年） - 范宗尹（1129年－1130年） - 张守（1130年－1131年，1136年－1138年） - 谢克家（1130年－1131年） - 秦桧（1131年） - 李回（1131年） - 孟庾（1131年－1135年） - 翟汝文（1132年） - 席益（1133年－1134年） - 赵鼎（1134年） - 沈与求（1134年－1136年） - 陈与义（1137年－1138年） - 刘大中（1138年） - 孙近（1138年－1141年） - 李光（1138年－1139年） - 王次翁（1140年－1143年） - 范同（1141年） - 何铸（1142年） - 万俟卨（1142年－1144年，1156年） - 程克俊（1142年－1143年） - 楼炤（1144年） - 李文会（1144年） - 李若谷（1145年－1147年） - 段拂（1147年－1148年） - 汪勃（1148年） - 詹大方（1148年） - 余尧弼（1148年－1151年） - 巫伋（1151年－1152年） - 章复（1152年） - 宋朴（1152年－1153年） - 史才（1153年－1154年） - 魏师逊（1154年） - 施钜（1154年－1155年） - 郑仲熊（1154年－1155年） - 董德元（1155年） - 汤思退（1155年－1157年） - 魏良臣（1155年－1156年） - 沈该（1155年－1156年） - 程克俊（1156年） - 张纲（1156年－1157年） - 汤鹏举（1157年） - 陈康伯（1157年－1159年） - 贺允中（1159年－1160年，1164年） - 朱倬（1160年－1161年） - 杨椿（1161年） - 汪澈（1162年－1163年） - 史浩（1162年－1163年） - 张焘（1163年） - 辛次膺（1163年） - 周葵（1163年－1164年） - 王之望（1164年） - 钱端礼（1164年－1165年） - 虞允文（1164年－1165年） - 洪适（1165年） - 叶颙（1165年－1166年） - 魏杞（1166年） - 林安宅（1166年） - 蒋芾（1166年－1168年） - 陈俊卿（1166年－1168年） - 刘珙（1168年） - 王炎（1169年－1173年） - 梁克家（1169年－1172年） - 曾怀（1172年－1173年） - 郑闻（1173年－1174年） - 姚宪（1174年） - 叶衡（1174年） - 龚茂良（1174年－1177年） - 李彦颖（1175年－1178年） - 王淮（1177年－1178年） - 范成大（1178年） - 赵雄（1178年） - 钱良臣（1178年－1181年） - 周必大（1180年－1182年） - 谢廓然（1181年－1182年） - 施师点（1182年－1187年） - 黄洽（1183年－1189年） - 留正（1186年－1189年） - 王蔺（1189年－1190年） - 葛邲（1189年－1190年） - 萧燧（1189年） - 胡晋臣（1190年－1193年） - 陈骙（1193年－1194年） - 赵汝愚（1193年－1194年） - 余端礼（1194年－1195年） - 京镗（1194年－1195年） - 郑侨（1195年－1196年） - 謝深甫（1196年－1198年） - 何澹（1196年－1200年） | - 陈自强（1201年－1203年） - 张岩（1201年－1203年，1204年－1207年） - 许及之（1202年－1203年） - 袁说友（1203年） - 费士寅（1203年－1205年） - 张孝伯（1204年） - 钱象祖（1205年－1207年） - 李壁（1206年－1207年） - 卫泾（1207年－1208年） - 雷孝友（1207年－1208年） - 史弥远（1208年） - 娄机（1208年－1210年） - 楼钥（1209年－1211年） - 章良能（1213年） - 郑昭先（1214年－1215年） - 曾从龙（1219年－1235年） - 任希夷（1220年－1221年） - 宣缯（1221年－1227年） - 俞应符（1221年－1222年） - 薛极（1225年－1234年） - 葛洪（1228年－1235年） - 乔行簡（1233年－1235年） - 陈贵谊（1233年－1234年） - 真德秀（1235年） - 崔与之（1235年－1236年） - 郑性之（1236年－1255年） - 李鸣复（1236年－1244年） - 邹应龙（1237年） - 李宗勉（1238年－1239年） - 余天锡（1239年－1241年） - 游似（1239年－1242年） - 范鍾（1240年－1244年） - 徐荣叟（1242年） - 别之杰（1242年，1247年－1248年） - 高定子（1243年－1247年） - 刘伯正（1244年－1245年） - 李性传（1245年） - 赵葵（1245年－1249年） - 陳韡（1245年－1247年） - 王伯大（1247年－1248年） - 吴潜（1247年－1251年） - 应𢖟（1248年－1249年） - 谢方叔（1248年－1251年） - 徐清叟（1252年－1255年） - 董槐（1253年－1255年） - 李曾伯（1254年） - 贾似道（1256年－1257年） - 程元凤（1256年） - 蔡抗（1256年） - 吴渊（1257年） - 张磻（1257年） - 丁大全（1257年－1258年） - 林存（1258年） - 朱熠（1258年－1261年） - 饶虎臣（1259年－1260年） - 戴庆炣（1259年－1260年） - 皮龙荣（1260年－1261年） - 沈炎（1261年） - 何梦然（1261年－1264年） - 孙附凤（1262年） - 杨栋（1262年－1265年） - 叶梦鼎（1264年－1267年） - 姚希得（1264年－1266年，1275年） - 江万里（1265年－1269年） - 王爚（1265年－1266年，1267年） - 留梦炎（1267年） - 马光祖（1267年－1269年） - 常挺（1267年－1268年） - 马廷鸾（1268年－1269年） - 陈宗礼（1270年） - 赵顺孙（1270年－1274年） - 章鉴（1272年－1274年） - 陈宜中（1274年－1275年） - 高斯得（1275年） - 李庭芝（1275年－1276年） - 陈文龙（1275年－1277年） - 黄镛（1275年－1276年） - 常懋（1276年） - 全允坚（1276年） - 刘黻（1276年） - 曾渊子（1278年） |

### 明朝
- 杨宪
- 傅瓛
- 汪广洋
- 刘惟敬
- 蔡哲
- 陈亮
- 睢稼
- 侯至善
- 胡惟庸
- 李谦
- 宋冕
- 丁玉
- 冯冕
- 侯善
- 殷哲
- 方鼐